# Simone Couderc
Simone Couderc (Narbonne, 3 de junio de 1911-Toulon, 16 de noviembre de 2005) fue una mezzosoprano francesa, perteneció al grupo de la Ópera de París donde se destacó como Amneris (Aida), Dalila (Samson et Dalila), Orphée (Orphée et Eurydice), Kundry (Parsifal), Carmen, Santuzza (Cavalleria rusticana), Baba la turque (The Rake's Progress), La Mère (Louise), etc.

## Biografía
Simone Couderc estudió en el Conservatorio de Rouen con Henri Saint-Cricq y luego en el Conservatorio de París con Suzanne Cesbron-Viseur.
En la ópera parisina cantó en 1944-1945 Werther (Charlotte), con José Luccioni y Margared en Le Roi d'Ys incorporando los personajes de Dalila, Orphée, Azucena (Il trovatore), Léonore (La favorita), Vénus, etc.
A menudo comparada con la italiana Ebe Stignani cantó en el Teatro Colón de Buenos Aires en 1952 (Dalila, Armide), en Bélgica, Copenhague, Atenas y el norte de África.
Se retiró en 1976 para consagrarse a la enseñanza, estuvo casada con el crítico Stéphane Wolff.

## Discografía
- Albert Wolff / Colette: Poèmes intimes, Répit - Mercury MPL 7073
- Georges Bizet / Jules Massenet: Mélodies - Pléiade P 45135-39
- Gaetano Donizetti: La favorita (Léonore), - Pléiade P3071 (33 tours)
- Giacomo Meyerbeer: Les Huguenots (Urbain) Jean Allain (dir.) - Pléiade P3085/86
- César Franck: Les Béatitudes Pierre Cochereau (dir.) - CL 340 6 2 CD